# Liste der denkmalgeschützten Objekte in Hainzenberg
Die Liste der denkmalgeschützten Objekte in Hainzenberg enthält die denkmalgeschützten, unbeweglichen Objekte der Tiroler Gemeinde Hainzenberg.

## Denkmäler
| Foto |                 | Denkmal                                                                           | Standort                               | Beschreibung | Metadaten |
| ---- | --------------- | --------------------------------------------------------------------------------- | -------------------------------------- | --- | --- |
| ja   | Datei hochladen | Bauernhaus HERIS-ID: 96970 Objekt-ID: 112659 TKK: 16645, 16646                    | Innerberg 529 Standort KG: Hainzenberg | Der Paarhof in Hanglage geht ins 18. Jahrhundert zurück. Das zweigeschoßige Wohngebäude mit Satteldach ist an der Firstpfette mit 1756 datiert, im 19. Jahrhundert wurde es umgebaut. Über dem gemauerten Fundament ist das Haus in Kantblockbauweise gezimmert und über einen Mittelflur erschlossen. Die ursprünglichen Pfostenstocktüren sowie die in Klingschrot eingebundenen Zwischenwände aus der Erbauungszeit haben sich ebenso wie Teile der ursprünglichen Befensterung mit kleinen, aus der Blockwand ausgenommenen Schuberluken erhalten. Das talseitig gelegene Wirtschaftsgebäude ist über gemauertem Fundament in Blockbauweise gezimmert. Der ebenerdige Stall ist traufseitig von Westen erschlossen, die Heulege darüber hangseitig von Süden über ein zweiflügeliges Tor befahrbar. Der auskragende Bauteil an der Süd- und Westfassade der Heulege ist mit senkrechter Bretterschalung versehen. Im Norden ist eine Bretterbühne mit Trockengestänge vorgelagert. | BDA-Hist.: Q37769159 Status: § 2a Stand der BDA-Liste: 2025-06-30 Name: Bauernhaus GstNr.: .232, .234, 946 Bauernhaus Brennstall                          |
| ja   | Datei hochladen | Wallfahrtskirche Maria Rast HERIS-ID: 55390 Objekt-ID: 64029 TKK: 16838           | Unterberg 50 Standort KG: Hainzenberg  | Der barocke Zentralbau mit einer Kuppel wurde in den Jahren 1738/39 neu errichtet. Die Wandmalereien im Inneren sind mit 1741 bezeichnet. Der Hochaltar enthält ein Gnadenbild aus dem Jahr 1658. | BDA-Hist.: Q28792478 Status: § 2a Stand der BDA-Liste: 2025-06-30 Name: Wallfahrtskirche Maria Rast GstNr.: .64 Wallfahrtskirche Maria Rast (Hainzenberg) |
| ja   | Datei hochladen | Gasthaus Maria Rast/ehem. Pilgerhaus HERIS-ID: 55389 Objekt-ID: 64028 TKK: 115599 | Unterberg 51 Standort KG: Hainzenberg  | Das Gebäude neben der Wallfahrtskirche wurde um 1750 errichtet, kam 1890 in Kirchenbesitz und wurde um 2000 als Gasthaus geschlossen. Der zweigeschoßige Bau mit flachem Pfettendach weist eine asymmetrische Fassadengliederung und Eckquader an den Mauerkanten auf. Er ist an der nordöstlichen Giebelfassade über eine Steintreppe erschlossen, der Zugang erfolgt über ein barockes Rechteckportal mit Steinlaibung und ausladendem Gebälk. | BDA-Hist.: Q38065259 Status: § 2a Stand der BDA-Liste: 2025-06-30 Name: Gasthaus Maria Rast/ehem. Pilgerhaus GstNr.: .63                                  |
| ja   | Datei hochladen | Alte Schule Unterberg HERIS-ID: 96979 Objekt-ID: 112668 TKK: 115598               | Unterberg 52 Standort KG: Hainzenberg  | Das Gebäude wurde inschriftlich 1832 erbaut und diente zwischen 1840 und 1929 als erstes Schulhaus von Hainzenberg. Um 2000 wurde es vom ursprünglichen Standort im Ortsteil Dörfl an den heutigen Standort am Weg zur Wallfahrtskirche transloziert. Der zweigeschoßige Blockbau über annähernd quadratischem Grundriss ist mit einem flachen, weit auskragenden Pfettendach gedeckt. Die Erdgeschoßräume sind über die nördliche Giebelseite, das Obergeschoß über eine hölzerne Außentreppe an der Westseite erschlossen. | BDA-Hist.: Q37769192 Status: § 2a Stand der BDA-Liste: 2025-06-30 Name: Alte Schule Unterberg GstNr.: 290/3                                               |
| ja   | Datei hochladen | Kreuzweg HERIS-ID: 96981 Objekt-ID: 112670 TKK: 16693                             | Standort KG: Hainzenberg               | Am Weg vom Talboden zur Wallfahrtskirche Maria Rast stehen 14 Kreuzwegstationen vom Anfang des 20. Jahrhunderts. Sie bestehen aus Holzsäulen mit flachem Satteldach und nischenartigem Aufsatz. Im Aufsatz befinden sich hochrechteckige Lithografien als Stationstafeln. | BDA-Hist.: Q37769214 Status: § 2a Stand der BDA-Liste: 2025-06-30 Name: Kreuzweg GstNr.: 1006, 1015/2 Kreuzweg zur Wallfahrtskirche Maria Rast            |